# People's General
People's General (aussi connu sous le titre Dynasty General) est un jeu vidéo de type wargame développé et publié par Strategic Simulations en août 1998. Le jeu se déroule au début du XXIe siècle et retrace un conflit opposant une vingtaine de pays, dont notamment les États-Unis, la Chine et la Russie, prenant place en Asie.

## Trame
People's General retrace un conflit hypothétique qui débute en 2005 lorsque la Chine envahit la Russie afin de reprendre ses anciens territoires et pour prendre le contrôle des ressources naturelles de la Sibérie. Les puissances occidentales lancent alors un ultimatum à la Chine mais la situation continue d’empirer et déclenche une Troisième Guerre mondiale lorsque la Chine et ses alliés, la Corée du Nord et le Cambodge, déclarent la guerre aux occidentaux. 

## Système de jeu
People's General est un wargame qui reprend le système de jeu de Panzer General II, qu’il transpose à un conflit hypothétique du début du XXIe siècle se déroulant principalement en Asie. Comme son prédécesseur, il propose plusieurs campagnes, de longueur variable, et de nombreux scénarios individuels qui retracent des batailles spécifiques lors desquelles le joueur peut prendre le contrôle des différentes factions présentes dans le jeu. Par rapport aux précédents titres de la série, l’interface graphique n’évolue que légèrement. People's General introduit néanmoins quelques nouveautés dont notamment la gestion de l’incertitude stratégique. Les unités ennemies peuvent en effet être visualisées par le joueur à différents niveaux suivant les informations disponibles à leur sujet. Une unité ennemie est ainsi invisible au joueur tant qu’aucune reconnaissance n’a eu lieu. Une fois celle-ci repéré et en fonction de la présence d’unité alliées à proximité, elle peut être représenté par un point d’interrogation, qui indique sa présence mais pas sa nature et son effectif ; par une figurine, qui indique sa présence et sa nature ; ou totalement.  Comme dans Panzer General II, les unités peut gagner des capacités aléatoires avec l’apparition d’un commandant. People's General offre de plus au joueur la possibilité d’adjoindre aux unités qu’il achète des capacités spéciales, moyennant un coût supplémentaire.

## Accueil
| People's General |      |       |
| Média            | Pays | Notes |
| Cyber Stratège   | FR   | 3.5/5 |
| GameSpot         | US   | 88 %  |
| Gen4             | FR   | 4/6   |
| Joystick         | FR   | 82 %  |
| PC Gamer         | US   | 94 %  |